# Fair Play Stadion
Fair Play Stadion är hemmaarena för Fair Play Tennisklubb. Den ligger på Erikslustvägen 56 i Malmö. Anläggningen byggdes 1934, då under namnet MFF-stadion. Den kallades därefter Forum, innan den bytte namn till Fair Play Stadion. Stadion har förutom tennis även varit värd för handboll, squash, bingo och konserter av bland andra Rolling Stones och Frank Sinatra. Anläggningen har byggts om 1982, 1989, 2007, 2012 och 2020. 2014 drabbades anläggningen av en omfattande översvämning och renoverades i etapper i ca fem år.  
Fair Play TK äger stadion genom bolaget FPTK Arena AB.
I anläggningen, med ca 9000 besökare per vecka, finns nio tennisbanor, fyra padelbanor, en multisportbana, ett toppmodernt gym (ca 1 100 m²) som Nordic Wellness driver, en idrottsskadeklinik som Idrottsmedicinskt center driver, Fair Play Store, reception och cafeteria, konferensrum, klubbrum, omklädningsrum med bastu, med mera.